# Areolen-Flachschildkröte
Die Areolen-Flachschildkröte (Homopus areolatus) ist eine Art aus der Familie der Landschildkröten und gehört der Gattung der Flachschildkröten an. Sie zählt zu den kleinsten Schildkrötenarten überhaupt. In ihrer Verbreitung ist sie auf die Kapprovinz Südafrikas begrenzt. Sie kommt dort in überwiegend mediterranem Klima vor, dass sich durch trockene und heiße Sommer sowie kühle und regnerische Winter kennzeichnet. Ihr Lebensraum sind küstennahe Heidegebiete sowie die Karoo, eine Halbwüstenlandschaft in der zentralen Hochebene Südafrikas. 

## Erscheinungsbild
Die Areolen-Flachschildkröte hat einen im Vergleich zu anderen Landschildkrötenarten relativ flachen Rückenpanzer. Die Schildmitten wirken häufig eingedrückt oder eingesenkt. Die Farbe des Carapax ist rötlich bis nussbraun. Der Bauchpanzer weist meist keine Farbmarkierungen auf und ist einfarbig hellbraun bis ockerfarben. 
Die Weibchen haben eine maximale Carapaxlänge von 11,4 Zentimeter. Die Männchen bleiben kleiner und werden maximal 9,5  Zentimeter groß. Auffallend an den Männchen ist der massige Kopf. Der Kiefer ist stark gekrümmt und hakig. Die Nasenlöcher sitzen sehr hoch an der Schnauze. Die Areolen-Flachschildkröte ist eine der zwei Arten in der Gattung der Flachschildkröten, die sowohl an den Vorderfüßen als auch den Hinterläufen nur jeweils vier Zehennägel aufweisen.

## Lebensweise
Die Areolen-Flachschildkröte lebt in Buschland. Sie hält sich meist in Nähe ihrer Verstecke auf. Sie ist in der Lage, selbst Wohnhöhlen zu graben, nutzt aber auch die verlassenen Baue von Säugetieren. Die Weibchen der Areolen-Flachschildkröte ist in der Lage, mehrere Gelege pro Jahr zu legen. Ein Gelege umfasst in der Regel zwischen zwei und drei Eier. Die Zeitdauer zwischen Eiablage und Schlupf der Jungtiere ist abhängig von der Umgebungstemperatur und der relativen Luftfeuchtigkeit. In der Regel schlüpfen die Jungtiere nach 92 bis 134 Tagen. Frisch geschlüpfte Jungtiere haben eine Carapaxlänge von 3 Zentimeter und wiegen zwischen sieben und acht Gramm. 
Areolen-Flachschildkröten ernähren sich überwiegend pflanzlich. Zu den von ihr genutzten Nahrungspflanzen zählen Blüten, Blumen und Blätter. 